# Adresshandel
Unter Adresshandel versteht man den An- und Verkauf von Postanschriften potenzieller Kunden, die nach den jeweiligen Wünschen von werbetreibenden Unternehmen vorgefiltert und veredelt sind. Adresshandel ist ein Teil der Arbeitsabläufe im Direktmarketing. Ziel des Direktmarketings ist es, einen Empfänger als potenziellen Abnehmer zu identifizieren und persönlich so anzusprechen, dass dieser sein Interesse an dem Unternehmen bekundet und auf die Werbebotschaft reagiert (Response). Dazu werden die Postanschriften der potenziellen Abnehmer benötigt. Diese Adressen können über Adresshändler (auch Adressbroker, Listbroker) eingekauft werden.
In Deutschland wird der Adresshandel unter anderem mit dem Recht auf informationelle Selbstbestimmung geregelt. Es ist eine Grundlage für das Vorgehen gegen unerwünschte Werbung (siehe auch Robinsonliste). Daten für den Adresshandel dürfen auch aus allgemein zugänglichen Quellen stammen (§ 29 Absatz 1 Satz 1 Nr. 2 BDSG). Allgemein zugänglich sind Daten, die dazu bestimmt und nach der Form ihrer Darbietung dazu geeignet sind, einem individuell nicht bestimmbaren Personenkreis Informationen zu vermitteln. Ob der Zugang nur gegen Entgelt gewährt wird, spielt dabei keine Rolle. Beispiele für öffentlich zugängliche Quellen sind Zeitungen, Angaben auf Internetseiten, Adress- und Telefonverzeichnisse, Handels- und Vereinsregister.

## Arten des Adresshandels und der Adressveredelung
Über Adressen können Sendungen – beispielsweise Werbesendungen – an bestimmte Personen oder Haushalte gerichtet werden. Darüber hinaus identifizieren Adressen Personen und ermöglichen die Zuordnung weiterer Informationen, zum Beispiel aus einer Kundenbeziehung, zu einer Person, sie sind ein „zentraler Informationsanker“. Unternehmen, die Adressen von Privatpersonen für Werbezwecke anbieten, sei es zur dauerhaften Nutzung (Adresskauf) oder einmaligen Nutzung (Adressanmietung), anbieten, heißen Adressverlag oder auch Listcompiler.
Adressverlage speichern einfache Haushaltsadressen, die nur die postalischen Adressen umfassen, in sogenannten Haushaltsdatenbanken. Diese ermöglichen nur eine regionale Selektion von Adressaten. Von angereicherten Haushaltsadressen spricht man, wenn anhand weiterer Daten selektiert werden kann, zum Beispiel anhand Altersstruktur oder Kaufkraft. Werden solche Daten aus unterschiedlichen Quellen nicht bezogen auf den einzelnen Haushalt, sondern auf eine kleine, geographisch eingegrenzte Zahl Haushalte zusammengeführt, so handelt es sich um eine mikrogeographische Segmentierung der Adressen. Dem Ansatz, Merkmale benachbarter Haushalte zusammenzuführen, liegt die Nachbarschaftshypothese zugrunde. Ihr zufolge weisen Nachbarschaften oft ähnliche Merkmale auf. Rückschlüsse auf einzelne Haushalte sollen mit der Zusammenführung erschwert oder unmöglich und datenschutzrechtliche Bestimmungen so eingehalten werden. Als Zahl der Haushalte, die minimal zu einem Segment zusammengefasst werden können, wird fünf genannt. Die Datenbank microdialog der Deutschen Post Direkt beispielsweise wies um 2007 eine Segmentierung in durchschnittlich 6,6 Haushalte auf, zu jedem Segment konnten Daten zur Soziodemografie (z. B. Alters- und Familienstruktur, Umzugsverhalten, Kulturkreisschwerpunkt), zum Wohnumfeld (z. B. berufliche Situation, Bebauungsstruktur, Ortsgröße oder Parteiaffinität), zum Konsumverhalten (z. B. Versandaffinität, Werbeverweigerer, Kaufkraft, Bonitätsrisiko) und PKW-Besitz (Dichte, Alter, Leistung und Typ der PKW) bereitgestellt werden.
Adresshändler bieten am Markt sowohl selbst akquirierte Adressen als auch Fremdadressen an. Die Fremdadressen stammen aus den Kundendatenbanken von z. B. Versandhändlern, die ihre Kundenadressen an Dritte herausgeben können. Rechtsgrundlage können die berechtigten Interessen der Unternehmen sein, wenn diese in einer Interessenabwägung nach Art. 6 der Datenschutzgrundverordnung die Interessen des Betroffenen überwiegen. Bis zu deren Inkrafttreten im Mai 2018 konnten sich die Unternehmen auf das Listenprivileg unter Beachtung des Bundesdatenschutzgesetzes berufen. Eine Zustimmung der Betroffenen ist bzw. war in diesen Fällen nicht erforderlich.
Unternehmen können Adressen für Werbezwecke zur einmaligen oder uneingeschränkten Nutzung und Integration in die eigenen Datenbanken erwerben. Es gibt Modelle, bei denen die Adressen nicht direkt an das werbende Unternehmen gegeben werden, sondern ein „Treuhänder“, z. B. der Lettershop, führt die Adressen und die werblichen Informationen zusammen, ohne dass dem werbenden Unternehmen der Adressbestand selbst bekannt wird. Erst wenn der angesprochene Kunde reagiert, erfährt das werbende Unternehmen die betreffende Adresse. Dieses Konzept wird auch als Adressvermietung bezeichnet.
Die Qualität der Adressen kann über Filterkriterien an die Anforderungen des werbenden Unternehmens angepasst werden. Als Filterkriterien kommen z. B. Hobbys, geografische Einschränkungen, Alter, die bisherige Einkaufshistorie (Kundenverhalten), das Zahlungsverhalten und die soziale Einstufung der Gegend der Wohnadresse in Betracht.
Weiterhin bieten verschiedene Dienstleister die Möglichkeit des Datenabgleiches an. Hierbei erwirbt der Kunde keine neuen Adressen, sondern erhöht die Qualität des bestehenden Adressbestandes (z. B. auch durch Waschabgleich u. a. gegen Nixielisten). Neben den Umzugsadressen können auch Embargo-Adressen, dubiose Kunden, Werbeverweigerer (sog. Robinsons) und Dubletten gefunden und bereinigt werden.

## Adresshandel mit Privatadressen im Rahmen der GDPR (EU-DSGVO)
Im 34. Tätigkeitsbericht 2018 geht der Landesdatenschutzbeauftragte Baden-Württemberg auf das Thema Adresshandel ein und führt aus, dass „Stimmen vor allem aus der Werbewirtschaft, wonach sich mit dem Wirksamwerden der DSGVO rechtlich mehr oder weniger nichts verändert habe, […] getrost als Wunschdenken bezeichnet werden [können].“
Im Bereich des Adresshandels ist anzunehmen, dass „Der Betroffene […] gerade nicht davon aus[geht], dass ein Unternehmen, mit dem er geschäftlichen Kontakt hat, ungefragt seine Kundendaten an andere, ihm völlig fremde Unternehmen verkauft oder vermietet und er von dort plötzlich unerwünschte Werbung bekommt. Zudem hat der Betroffene – […] ein sehr starkes Interesse daran, dass seine Kundendaten nicht zu einer grenzenlos gehandelten Ware verkommen, auf die er keinerlei Einfluss mehr hat. Der Betroffene hat auch aus dem Gesichtspunkt der Transparenz (Art. 5 Abs. 1 Buchstabe a DSGVO) heraus ein überwiegendes Interesse daran, Herr (oder Frau) seiner Daten zu bleiben. Dies gilt umso mehr bei angereicherten Adressdaten, die regelmäßig ein ziemlich konkretes Persönlichkeitsprofil des Betroffenen abbilden“.
Weiter wurde festgestellt, dass das Auslesen der Daten aus einem Online-Impressum zum Zweck der werblichen Nutzung nicht zulässig ist. Zwar sind diese Daten allgemein zugänglich, sie werden jedoch nicht freiwillig, sondern aufgrund der gesetzlichen Verpflichtung zur Anbieterkennzeichnung gem. § 5 TMG bzw. § 55 Abs. 2 RStV veröffentlicht. Nicht zulässig ist hingegen das Auslesen der Daten aus einem Online-Impressum zum Zweck der werblichen Nutzung. Mangels Freiwilligkeit der Veröffentlichung führt die Interessenabwägung gem. Art. 6 Abs. 1 lit. f DSGVO regelmäßig dazu, dass die werbliche Nutzung so erhobener Daten unzulässig ist. Zur Vermeidung einer werblichen Ansprache mit diesen Daten kann ein Anbieter einer Internetseite vorsorglich einen Werbewiderspruch in sein Impressum aufnehmen.

### Erste Urteile im Rahmen der neuen EU-DSGVO
Erste Gerichte werden bzgl. der EU-DSGVO tätig und gehen gegen Fehlverhalten von Adresshändlern vor. Der Präsident des Amtes für den Schutz personenbezogener Daten (UODO) hat gegen Bisnode Polska ein Bußgeld in Höhe von mehr als 943.000 Złoty, umgerechnet etwa 220.000 €, wegen Nichterfüllung der Informationspflichten gemäß Artikel 14 DSGVO verhängt.